# Povidona (polímero)

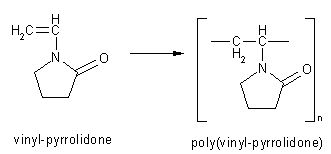

La polivinilpirrolidona (también, polividona; abreviado povidona o PVP) es un polímero soluble en agua, formado por cadenas de múltiples vinilpirrolidonas.[cita requerida]

## Aplicaciones
La PVP, en estado puro, es completamente inocua. Se emplea como expansor del plasma sanguíneo en víctimas traumatológicas desde mediados del siglo XX.
En laboratorios de fecundación in vitro, se usa para disminuir la velocidad de los espermatozoides, para capturarlos y realizar la técnica del ICSI. Se debe tener especial cuidado para que, al introducir el espermatozoide elegido en el ovocito, entre la mínima cantidad posible de en este último. 
En los laboratorios farmacéuticos, se utiliza como excipiente de algunos medicamentos.
En algunos procedimientos de diagnóstico molecular de virus aparece incluida con el nombre PVP 58000.